# سانتياغو كاماتشو
سانتياغو كاماتشو (بالإسبانية: Santiago Camacho)‏ هو رياضي ولاعب كرة قدم أرجنتيني، ولد في 25 يناير 1997 في بوينس آيرس في الأرجنتين. لعب مع نادي سان لورينزو.

## وصلات خارجية
- سانتياغو كاماتشو على موقع قاعدة بيانات كرة القدم.إي يو (الإنجليزية)
- سانتياغو كاماتشو على موقع Soccerway.com (الإنجليزية)